# Prosotas datarica
Prosotas datarica är en fjärilsart som beskrevs av Pieter Cornelius Tobias Snellen 1892. Prosotas datarica ingår i släktet Prosotas och familjen juvelvingar. Inga underarter finns listade i Catalogue of Life.